# Tom Guiry
Thomas John Guiry (Trenton, Nova Jersey, 12 de outubro de 1981) é um ator norte-americano.

## Biografia
Guiry frequentou a escola St. Gregory the Great Catholic Elementary School em Hamilton Township, Mercer County, Nova Jersey e, em seguida, o ensino médio na Notre Dame High School em Lawrenceville, Nova Jersey. Ele se tornou pai aos dezoito anos de idade, seu filho nasceu em 1999. Thomas tem uma irmã mais velha chamada Lynne. Sua estreia no cinema foi no filme The Sandlot em 1993, aos onze anos de idade. Isto o levou a outros filmes como Lassie (1994), The Last Home Run (1996), Wrestling With Alligators (1998), Falcão Negro em Perigo (2001), e Justice (2003). Suas mais notáveis aparições foram em The Sandlot, Sobre Meninos e Lobos, The Mudge Boy, e The Four Diamonds. Thomas atuou na série de drama da NBC, The Black Donnellys, como Jimmy Donnelly, ele fez audição para o papel de Tommy Donnelly na série, mas acabou ficando com o papel de Jimmy.

## Filmografia
| Filmes      | Filmes                            | Filmes                                       | Filmes                      |
| Ano         | Título                            | Papel                                        | Notas                       |
| ----------- | --------------------------------- | -------------------------------------------- | --------------------------- |
| 2008        | Yonkers Joe                       | Joe Jr.                                      |                             |
| 2007        | Black Irish                       | Terry McKay                                  |                             |
| 2007        | A Sete Chaves                     | Bob                                          |                             |
| 2006        | Atrás das Grades                  | PJ Lee                                       |                             |
| 2005        | Strangers With Candy              | P. John                                      | Creditado como Thomas Guiry |
| 2005        | Bristol Boys                      |                                              |                             |
| 2004        | Strip Search                      | Gerry Sykes                                  | Para TV                     |
| 2003        | Sobre Meninos e Lobos             | Brendan Harris                               | Creditado como Thomas Guiry |
| 2003        | Justice                           | O Anarquista vermelho                        |                             |
| 2003        | The Mudge Boy                     | Perry Foley                                  | Creditado como Thomas Guiry |
| 2002        | We Were the Mulvaneys             | Judd Mulvaney, Narrador                      | Para TV                     |
| 2001        | Falcão Negro em Perigo            | Yurek                                        | Creditado como Thomas Guiry |
| 2001        | Scotland, Pa.                     | Malcolm Duncan                               | Creditado como Thomas Guiry |
| 2000        | Songs in Ordinary Time            | Norm Fermoyle                                | Para TV                     |
| 2000        | Tigerland - O Caminho da Guerra   | Pvt. Cantwell                                | Creditado como Thomas Guiry |
| 2000        | U-571 - A Batalha do Atlântico    | Seaman Ted "Trigger" Fitzgerald              |                             |
| 1999        | Cavalgada com o Diabo             | Riley Crawford                               | Creditado como Thomas Guiry |
| 1998        | Só para Mulheres                  | "Frosty" Frost                               |                             |
| 1998        | Wrestling with Alligators         | Pete                                         | Creditado como Thomas Guiry |
| 1996        | A Grande Jogada                   | Jonathan (jovem)                             |                             |
| 1995        | The Four Diamonds                 | Christopher "Chris" Millard / Squire Millard | Creditado como Thomas Guiry |
| 1994        | Lassie                            | Matthew Turner                               | Creditado como Thomas Guiry |
| 1993        | The Sandlot                       | Scotty Smalls                                |                             |
| 1993        | A Place to Be Loved               | Gregory K                                    | Para TV                     |
| Televisão   |                                   |                                              |                             |
| Ano         | Título                            | Papel                                        | Notas                       |
| 2009        | Kings                             | Ethan Shepherd                               | 2 episódios                 |
| 2009        | CSI: Miami                        | Doug Benson                                  | 1 episódio                  |
| 2008 / 1998 | Law & Order                       | Ryan Emerson / Kevin Stanton                 | 2 episódios                 |
| 2007        | The Black Donnellys               | Jimmy Donnelly                               | 14 episódios                |
| 2006        | Law & Order: Criminal Intent      | Marcus Randolph                              | 1 episódio                  |
| 2002        | Law & Order: Special Victims Unit | Gavin Sipes                                  | 1 episódio                  |

## Prêmios e indicações
| Ano  | Resultado | Premiação                    | Indicação                                     | Título            |
| ---- | --------- | ---------------------------- | --------------------------------------------- | ----------------- |
| 2007 | Venceu    | Standard Pacific Homes Award | Melhor Ator (coadjuvante/secundário)          | Black Irish       |
| 1995 | Indicado  | Young Artist Award           | Melhor Performance em Conjunto em Série de TV | Kids Incorporated |
| 1994 | Venceu    | Young Artist Award           | Conjunto Jovem Marcante                       | The Sandlot       |